# Ваньково (Московская область)
Ваньково — деревня в Дмитровском районе Московской области, в составе Сельского поселения Костинское. До 2006 года Ваньково входило в состав Гришинского сельского округа.
В 1901 году здесь поселился живописец Виктор Васнецов, называя дачу-усадьбу: «Рябово» — по своему родному селу. Здесь он работал над картинами «Битва Ивана-царевича с морским волком», «Битва русских с половцами». Сейчас остатки усадьбы Ваньково — памятник архитектуры.

## Расположение
Деревня расположена в юго-восточной части района, примерно в 10 км на юго-восток от Дмитрова, на правом берегу реки Яхромы, высота центра над уровнем моря 191 м. Ближайшие населённые пункты — Шадрино на противоположном берегу реки, Ивановское на юго-западе и Трощейково на северо-востоке.

## Население
| 2002 | 2006 | 2010 |
| ---- | ---- | ---- |
| 4    | ↘3   | ↗6   |